# Ludger Stühlmeyer
Pour les articles homonymes, voir Ludger (homonymie).
Ludger Stühlmeyer, né à Melle (Allemagne) le 3 octobre 1961, est un cantor et organiste, musicologue, docent et compositeur allemand.

## Biographie
Ludger Stühlmeyer est né dans une famille de cantors et fait ses premières expériences musicales auprès de son père à l’église de St. Matthäus de Melle. Il suit l'enseignement de Karl Schäfer, musicien, compositeur et directeur de musique au conservatoire d’Osnabrück, ainsi que de Karlheinz Höne au séminaire de musique d’église du diocèse d’Osnabrück. 
Après l’obtention de son Abitur au gymnasium de Melle, il étudie la musique, la musique ancienne et le chant à l’École des Beaux-arts de Brême (de). Il enchaîne avec des études de composition chez Günther Kretzschmar, Karlheinz Stockhausen et Helge Jung. Il assiste également à des séminaires de sémiologie grégorienne chez Luigi Agustoni, Godehard Joppich et Johannes Berchmans Göschl. 
Par la suite, il étudie la théologie, la philosophie et la musicologie à l’université de Münster. Il y termine ses études avec le titre de docteur à la faculté de philosophie. Ludger Stühlmeyer a bénéficié de bourses du diocèse d’Osnabrück, de la fondation Friedrich-Baur, de la fondation de Haute-Franconie de Bayreuth et de la fondation Wolfgang-Siegel.
Son grand-père, un héros silencieux de la résistance contre le nazisme, fut poursuivi pendant le troisième-Reich pour son engagement au sein de l'église catholique allemande et déporté en 1940 dans un des camps de concentration du Pays de l'Ems. Il a été cantor au service de l’église de Saint-Pierre de Melle-Gesmold pendant 47 ans.
En 1980, Ludger Stühlmeyer lui succède. En 1988, il est nommé musicien d’église au diocèse de Münster et est depuis 1994 cantor de la ville de Hof (Bavière) et cantor du décanat de Haute-Franconie. Il est également professeur de musique sacrée au séminaire archiépiscopal et collaborateur de l’office de musique d’église de l’archidiocèse de Bamberg. Stühlmeyer est membre de l’association internationale Valentin-Rathgeber. Il est l’époux de la théologienne et musicologue Barbara Stühlmeyer et père de Lea Stühlmeyer. Son frère est le théologien et prêtre Thomas Stühlmeyer.

## Distinctions
- 2005 : Document honore de Freistaat Bayern[8]
- 2011 : Johann-Christian-Reinhart-Plakette, supreme distinction de la cité Hof[9]
- 2013 : Directore de musique de ACV[10]
- 2020 : Document honore de Freistaat Bayern[11],[12]

## Œuvres (sélection)

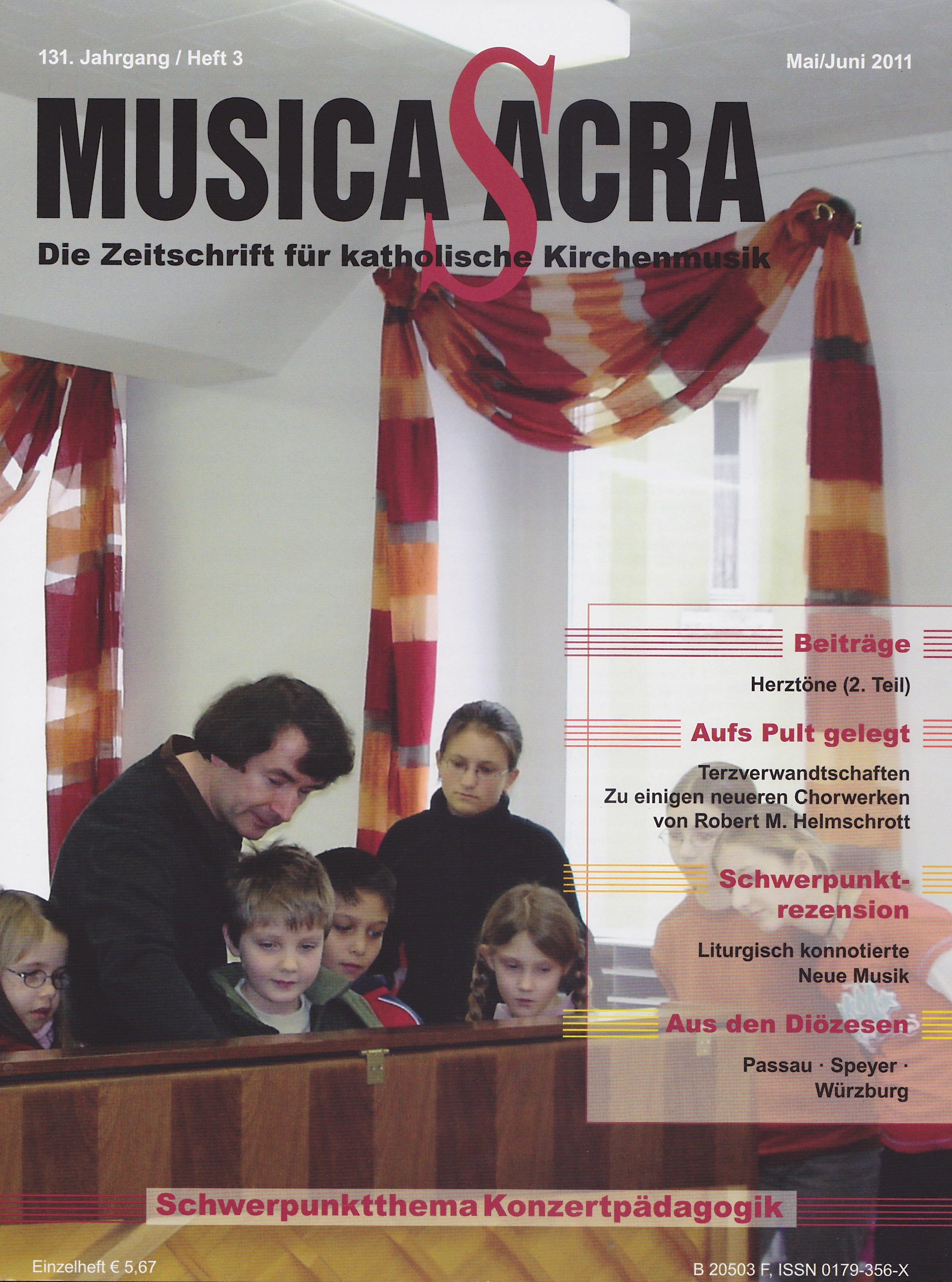
Ludger Stühlmeyer 2011

### Écrits
- Stationen der Kirchenmusik im Erzbistum Bamberg. Bamberg 2007[13].
- Curia sonans. Die Musikgeschichte der Stadt Hof. Eine Studie zur Kultur Oberfrankens. Von der Gründung des Bistums Bamberg bis zur Gegenwart. Bayerische Verlagsanstalt, Heinrichs-Verlag Bamberg 2010  (ISBN 978-3-89889-155-4)[14].
- Musikgeschichte. En : Kleine Geschichte der Hofer Region. Hof 2010  (ISBN 978-3-928626-61-3), page 333–342.
- Das Leben singen. Christliche Lieder und ihr Ursprung. Commun avec Barbara Stühlmeyer. Verlag DeBehr Radeberg 2011  (ISBN 978-3-939241-24-9)[15].
- Bernhard Lichtenberg. Ich werde meinem Gewissen folgen. Commun avec Barbara Stühlmeyer. Topos plus Verlagsgemeinschaft Kevelaer 2013  (ISBN 978-3-836708-35-7)[16].
- Johann Valentin Rathgeber. Leben und Werk. Verlag Sankt Michaelsbund, Munich, 2016  (ISBN 978-3-943135-78-7).

### Compositions

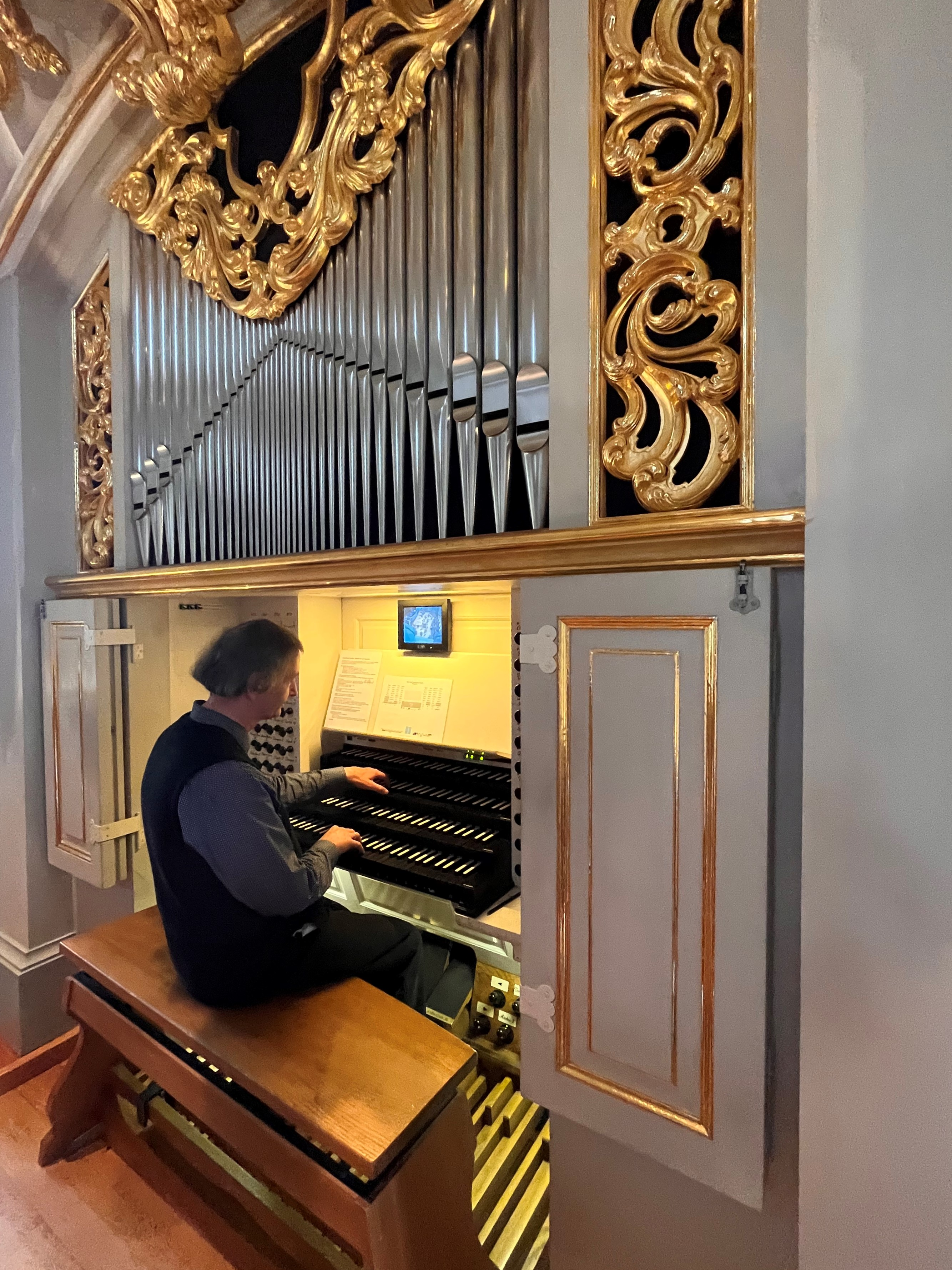
Église Notre-Dame de Dresde 2022

- Mache dich auf, werde licht. 1989. Cantate pour voix, locuteur et instruments. Première : décembre 1989. Dans : Kommt wir gehen nach Bethlehem. Deutsches Liturgisches Institut : Trèves, 1996.
- Die Legende von den drei weisen Königen. 1998. Texte : Rolf Krenzer. Première : 10 janvier 1999, ZDF, chanson de ZDF-Sternsingeraktion allemande. Pour : Heinrichsblatt No. 1, Bamberg janvier 2011, page. 13 et Das Leben singen. Verlag DeBehr Radeberg 2011  (ISBN 978-3-939241-24-9), Page. 33.
- Wer glaubt kann widerstehn. 1999. Bernhard-Lichtenberg-Cantate pour locuteur, voix, chœur SATB et instruments. Première : 31 octobre 1999, ZDF, Konzertchor der Hofer Symphoniker[17].
- Quatre pièces pour orgue. 2001. Prélude romantique, Caprice expressionique, Hymne impressionique, Fugue baroque. Première Tage neuer Kirchenmusik Bayern, octobre 2006. Edition Musica Rinata 2013 (ISMN 979-0-50235-058-1). Dedicatet to abbesse Clemetia Killewald.
- Atme in mir. 2002. Pour voix et l'orgue. Texte : Augustinus von Hippo. Première : 27 avril 2002, Stiftsbibliothek Saint-Gall, tandes manifestation: Augustinus, Afrikanitaet Universalitaet. Autograph Stiftsbibliothek Saint-Gall[18].
- Wir bauen unsre Kirche neu. 2002. Pour voix, chœur SATB, instruments et orgue. Texte : Rolf Krenzer. Dans : Musica sacra, année 132, no. 4, Bärenreiter-Verlag Cassel 2012, page 13–15  (ISSN 0179-356X).
- Glaubend leben im Alltag. 2007. En : Kirchenmusik im Erzbistum Bamberg no. 44, juli 2007, page 11 et Heinrichsblatt no. 31, Bamberg août 2007 et Karfunkel no. 144, Waldmichelbach septembre 2014, page 87.
- Veni Creator Spiritus. 2012. Pour chœur SATB. Dans : Cantica nova. Zeitgenössische Chormusik für den Gottesdienst. Chorbuch des Allgemeinen Cäcilien-Verbands für Deutschland, Ratisbonne/Passau 2012  (ISBN 978-3-00-039887-2), no. 59.
- Conditor alme siderum. 2012. Pour chouer SAM, Texte : Rabanus Maurus. Dans : Passauer Chorbuch, Bärenreiter-Verlag, Cassel 2012 (ISMN 979-0-006-54215-4), page 2f.
- Atem Gottes hauch mich an. 2013. Texte : Dorothee Sölle. Pour voix et l'orgue. Première : avril 2013. Commande de la Freundeskreis der Evangelischen Akademie Tutzing.
- Zum Engel der letzten Stunde. 2013. Pour voix, violon et orgue. Texte : Jean Paul (de: Das leben des Quintus Fixlein). Commande de la cité Hof 2013[19].
- Johannes-Passion. 2014. Pour chouer SATB et voix SATB, Texte : Joh. 18,1–19,42. Berliner Chormusik-Verlag, Berlin 2014 (ISMN 979-0-50235-210-3).
- In dulci jubilo. Aus-Flüge für Querflöte solo. 2015. Commande de la Anja Weinberger. Première : 9 décembre 2015 Augustinerkirche Wurtzbourg. Sonat-Verlag Kleinmachnov 2015 (ISMN 979-0-50254-034-0).
- Klangrede – Sonnengesang des Franziskus. 2015. Pour chouer SATB et instruments. Texte : François d'Assise Première : Capella Mariana[20] 4 octobre 2015. Suae Sanctitati Papae Francisci dedicat[21],[22].
- Ave Maria. 2016. Pour voix et l'orgue. Première : 22 mai 2016, Michéle Rödel (voix)[23]. Sonat-Verlag Kleinmachnow 2016 (ISMN 979-0-50254-085-2).
- Seht den Stern. 2016. (Chanson de Sternsinger). Texte: Peter Gerloff[24]. Première 6 janvier 2017.
- With hearts reneved. Février 2017. Pour chœur SATB, Violon et orgue. Texte : Jack May. Dedicatet to the Westminster Cathedral Choir of London.
- Kreuzigen. 2017. Pour voix et l'orgue. Texte : Dorothee Sölle. Première : 19 mars 2017.
- Hymn. 2017. Motet pour chœur SSAATTBB. Texte : Edgar Allan Poe. Dédicacer au Matthias Grünert (Église Notre-Dame de Dresde).
- Gerechter unter den Völkern. 2017. Vesper zu Ehren des seligen Bernhard Lichtenberg. Mit einer Biografie und Zitaten. Geleitwort von Nuntius Eterovic. Verlag Sankt Michaelsbund, Munich 2017  (ISBN 978-3-943135-90-9)[25].
- Den Erde, Meer und Firmament. 2017. Premier version : pour voix et l'orgue, Première : Michéle Rödel (voix) 1er janvier 2018; deuxieme version : pour  chouer (SSATB) et l'orgue, Première : Capella Mariana 25 décembre 2017. S. E. archevêque Dr. Karl Braun de toto corde dedicat, décembre 2017.
- Choralfantasie Es ist ein Ros entsprungen. 2018. Pour voix et l'orgue. Première : 24 décembre 2018. Dedicatet to Aki Yamamura.
- Super flumina Babylonis [An den Wassern zu Babel]. 2019. Fantasie pour orgue (Introduzione, Scontro, Elegie, Appassionato) après une aquarelle de Paul Klee.
- Du religiniai eilėraščiai, Malda et Dievo meilė. 2020. Texte : Maironis. Pour voix et l'orgue. Dédicacer au Zenė Kružikaitė.
- Zehn Gesänge zum Weihnachtsfestkreis. 2020. Pour voix, violon et orgue. Dédicacer au Église Santa Maria dell'Anima en Rome.
- Una rosa : Fantasie in vier Teilen für Violine solo [Con anima, Intermezzo (Minuetto), Adagio, Allegro assai]. 2021. Première: janvier 2021. Ries & Erler, Berlin 2021 (ISMN M-013-00153-8).

## Discographie
- Ein Hofer Königspaar. Die Orgeln in St. Marien und St. Michaelis. Rondeau Production, Leipzig 2012[26],[27].
- Zum Engel der letzten Stunde. Jean Paul – Ludger Stühlmeyer. Zene Kruzikaite (Alt), Jens Wilckens (Violine), Eva Gräbner (Orgel). Balderschwang 2013[28].